# Bellator Light Heavyweight Championship
Il Bellator Light Heavyweight Championship è il titolo massimo della Bellator MMA e, come indica lo stesso nome, il titolo è riservato alla categoria dei pesi mediomassimi (da 84 a 93 kg).

## Titolo dei pesi mediomassimi (da 84 kg a 93 kg)
| Nome                                                         | Data                            | Luogo                      | Difese |
| ------------------------------------------------------------ | ------------------------------- | -------------------------- | --- |
| Christian M'Pumbu batté Rich Hale                            | 21 maggio 2011 (Bellator 45)    | Lake Charles, Stati Uniti  | |
| Attila Végh                                                  | 28 febbraio 2013 (Bellator 91)  | Rio Rancho, Stati Uniti    | |
| Emanuel Newton batté Muhammed Lawal per il titolo ad interim | 2 novembre 2013 (Bellator 106)  | Long Beach, Stati Uniti    | |
| Emanuel Newton                                               | 21 marzo 2014 (Bellator 113)    | Mulvane, Stati Uniti       | - batté Joey Beltran a Bellator 124 il 12 settembre 2014 - batté Linton Vassell a Bellator 130 il 24 ottobre 2014 |
| Liam McGeary                                                 | 27 febbraio 2015 (Bellator 134) | Uncasville, Stati Uniti    | - batté Tito Ortiz a Bellator 142 il 19 settembre 2015                                                            |
| Phil Davis                                                   | 4 novembre 2016 (Bellator 163)  | Uncasville, Stati Uniti    | |
| Ryan Bader                                                   | 24 giugno 2017 (Bellator 180)   | New York City, Stati Uniti | - batté Linton Vassell a Bellator 186 il 3 novembre 2017                                                          |
| Vadim Nemkov                                                 | 21 agosto 2020 (Bellator 244)   | Uncasville, Stati Uniti    | - batté Phil Davis a Bellator 257 il 16 aprile 2021                                                               |